# Allan Loeb
Allan Loeb (* 25. Juli 1969 in Highland Park, Illinois) ist ein US-amerikanischer Drehbuchautor und Filmproduzent.

## Leben
Loeb wurde 1969 in den Vereinigten Staaten geboren. Er verkaufte 1997 sein erstes Drehbuch an DreamWorks Pictures. Seit dem Jahr 2007 tritt er als Drehbuchautor und Produzent für Filme und Serien in Erscheinung, zu seinen bekanntesten Produktionen gehören Den Sternen so nah und Verborgene Schönheit.

## Filmografie (Auswahl)

### Drehbuchautor
- 2007: Eine neue Chance (Things We Lost in the Fire)
- 2008: 21
- 2008: New Amsterdam (Fernsehserie, Schöpfer)
- 2010: Wall Street: Geld schläft nicht (Wall Street: Money Never Sleeps)
- 2010: Umständlich verliebt (The Switch)
- 2011: Dickste Freunde (The Dilemma)
- 2011: Meine erfundene Frau (Just Go with It)
- 2012: Rock of Ages
- 2012: Das Schwergewicht (Here Comes the Boom)
- 2012: So Undercover
- 2016: Verborgene Schönheit (Collateral Beauty)
- 2017: Den Sternen so nah (The Space Between Us)
- 2017: The Only Living Boy in New York

### Produzent
- 2011: Monster of the House (Fernsehfilm)
- 2012: So Undercover
- 2016: Verborgene Schönheit (Collateral Beauty)